# Microglyphis brevicula
Microglyphis brevicula är en snäckart som först beskrevs av Dall 1902.  Microglyphis brevicula ingår i släktet Microglyphis och familjen Ringiculidae. Inga underarter finns listade i Catalogue of Life.